# Station Postbauer-Heng
Station Postbauer-Heng is een spoorwegstation in de Duitse plaats Postbauer-Heng. Het station werd in 1871 geopend aan de spoorlijn Nürnberg - Regensburg. 